# Sultepec
Sultepec (mot d'origine nahuatl) est l'une de 125 municipalités de l'État de Mexico au Mexique. Sultepec confine au nord à Villa Guerrero, à l'ouest à Tlatlaya, au sud à Etat de Guerrero et à l'est à Zacualpan.

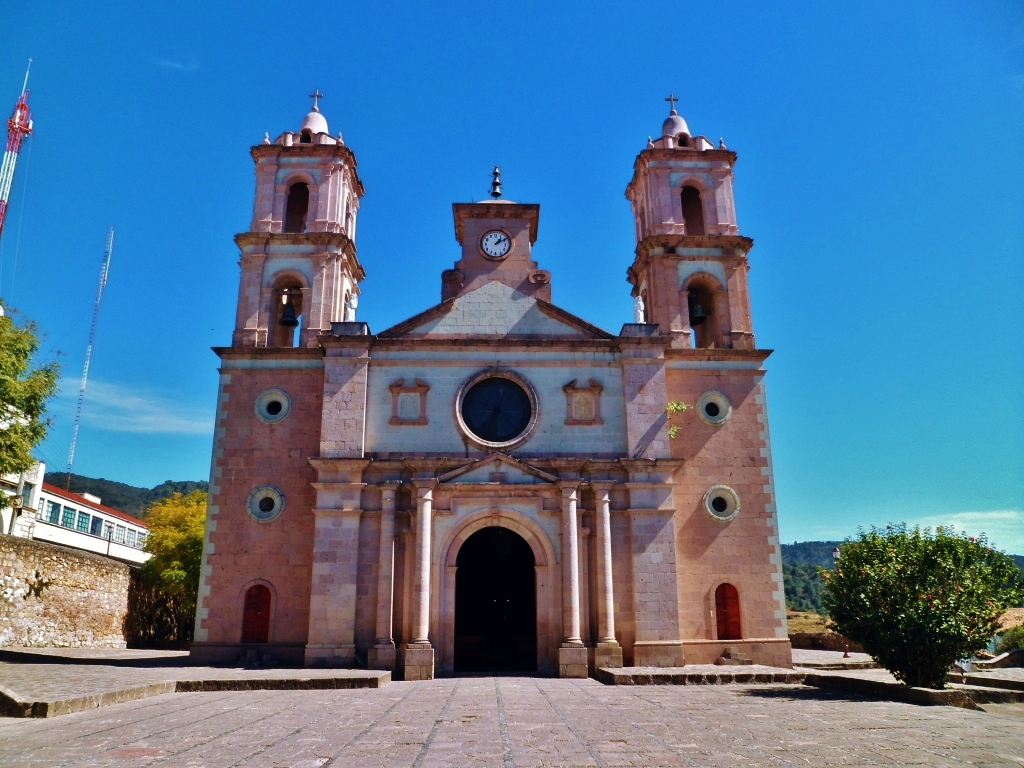